# Walamito
Walamito är en ort i Mexiko.   Den ligger i kommunen Culiacán och delstaten Sinaloa, i den centrala delen av landet, 1 000 km nordväst om huvudstaden Mexico City. Walamito ligger 130 meter över havet och antalet invånare är 218.
Terrängen runt Walamito är varierad. Runt Walamito är det mycket glesbefolkat, med 6 invånare per kvadratkilometer. Närmaste större samhälle är El Rosario, 19,9 km sydväst om Walamito. I omgivningarna runt Walamito växer i huvudsak lövfällande lövskog.